# Jussi Adler-Olsen
Carl Valdemar Jussi Henry Adler-Olsen (Kopenhagen, 2 augustus 1950) is een Deense schrijver.
Adler-Olsen is voornamelijk bekend geworden door twee boeken over Groucho Marx en zijn reeks misdaadromans genaamd Serie Q die alle een verhaal vertellen rondom Afdeling Q. Tot zijn bestsellers behoren onder andere Alfabethuset (1997) en Journal 64 (2010). Het merendeel van Adler-Olsen zijn boeken zijn in het Nederlands vertaald. In 2011 ontving hij De Gyldne Laurbær voor zijn werk: Journal 64.
De eerste zes boeken uit de Serie Q-reeks zijn in het Deens verfilmd. In februari 2024 werd bekendgemaakt dat de streamingdienst Netflix de boekenreeks Serie Q verwerkt tot een nieuwe Engelstalige misdaadserie, Department Q genaamd.